# 斯泰爾IWS 2000狙擊步槍
斯泰爾IWS 2000（英語：Steyr IWS 2000；IWS，全寫：英語：，意為：步兵武器系統）是一枝由奥地利斯泰爾-曼利夏所研製和生產的原型半自动犢牛式反器材步槍。其實與現代眾多坦克炮一樣，它實際上是一款滑膛式武器而並非一枝真正的步枪，但這可協助射彈加速並增加彈道效能。它發射一枚由斯泰爾所研製的15.2×169毫米尾翼穩定脫殼動能穿甲彈（彈長207毫米，8.15英吋），亦是第一款發射這種彈藥的便攜式步槍。
該武器的首款衍生型為AMR 5075，當中的AMR代表反器材步槍（Anti-Materiel Rifle）；其發射的是14.5毫米尾翼穩定脫殼動能穿甲彈（彈長200毫米，7.87英吋），彈頭是一根固體钨製尾翼穩定式飛鏢彈，體徑為5.56毫米（0.22英吋）。
預計其他衍生型武器仍在研發中。

## 設計
該武器建基於長達247.65毫米（93⁄4英寸）的後座機構。通常在霰彈槍上發現的這類機構，由於它的阻尼作用可讓它在一段較長的時間週期裡分散動力，有助於控制15.2毫米斯太爾尾翼穩定脫殼穿甲彈的沉重後座力。另一個不尋常的特徵是槍管的運動，發射以後，槍管類似LG 1 Mark II 105毫米榴彈炮那樣，與槍機一同向後制動長達247.65毫米，直到能夠吸震的液壓氣動式套筒裡。IWS 2000還在槍口裝上了類似於D-30（2A18M）122毫米牽引式榴彈砲使用的那款複膛式制動器，以分散槍口能量並進一步減低後座力。
整枝步槍的槍身是由高張力塑料和超輕型聚合物所組合而成，以提高可控制性並減輕其重量；在護木與槍托以下裝有兩腳架和可調節的後腳架。滑膛式槍管易於拆卸和封裝，以增加其機動性；5發可拆卸式彈匣以45度向下的角度插入步槍的右側。該步槍配有由原廠所生產的10倍光学瞄準狙擊鏡，亦可改為裝上其他光學和夜間瞄準具。

## 彈藥
IWS 2000使用的是專門為其設計的彈藥，具有穿甲能力的15.2毫米尾翼穩定脫殼彈，內藏一枚碳化鎢或貧化鈾製成的飛鏢形侵徹體，能夠在1,000公尺的範圍內貫穿厚達40毫米的軋壓均質裝甲，並且造成二次破片。

## 資料來源
1. ↑  .   [28 November 2011]. （原始内容存档于2021-02-13）.